# Camellia fengchengensis
Camellia fengchengensis là một loài thực vật có hoa trong họ Theaceae. Loài này được Liang & Zhong mô tả khoa học đầu tiên năm 1981.